# هیفی بوظو
هیفی بوظو (عربی: هيفي بوظو) روزنامه‌نگار و مجری تلویزیون آمریکایی-سوریه‌ای است و در حال حاضر رئیس دفتر واشینگتن اورینت نیوز است.
او فعالیت رسانه‌ای خود را در سال ۲۰۰۶ در سوریه آغاز کرد.
او در سال ۲۰۱۷ مصاحبه‌ای اختصاصی با دنی دانون انجام داد که در این مصاحبه، مباحثی در مورد وضعیت سوریه، اقدامات حزب‌الله، تهدیدات ایران و سایر اقدامات تروریستی مربوط به منطقه، مورد بحث قرار گرفت که بازتاب رسانه‌ای زیادی داشت.